# Diecezja Kotido
Diecezja Kotido – diecezja rzymskokatolicka w Ugandzie. Powstała w 1991.

## Biskupi diecezjalni
- Denis Kiwanuka Lote (1991 – 2007)
- Giuseppe Filippi (2009 – 2022)
- Dominic Eibu (od 2023)